# مردم جی
مردم جی (انگلیسی: Jie people) (羯)، اعضای قبیله ای از شمال چین در قرن چهارم بودند. در تاریخ‌نگاری، آنها به عنوان یکی از پنج بربر در دوره شانزده پادشاهی در نظر گرفته می‌شوند.